# Climaciella brunnea
Climaciella brunnea is een insect uit de familie van de Mantispidae, die tot de orde netvleugeligen (Neuroptera) behoort. 
Climaciella brunnea is voor het eerst wetenschappelijk beschreven door Say in Keating in 1824.